# 존 커비 (군인)

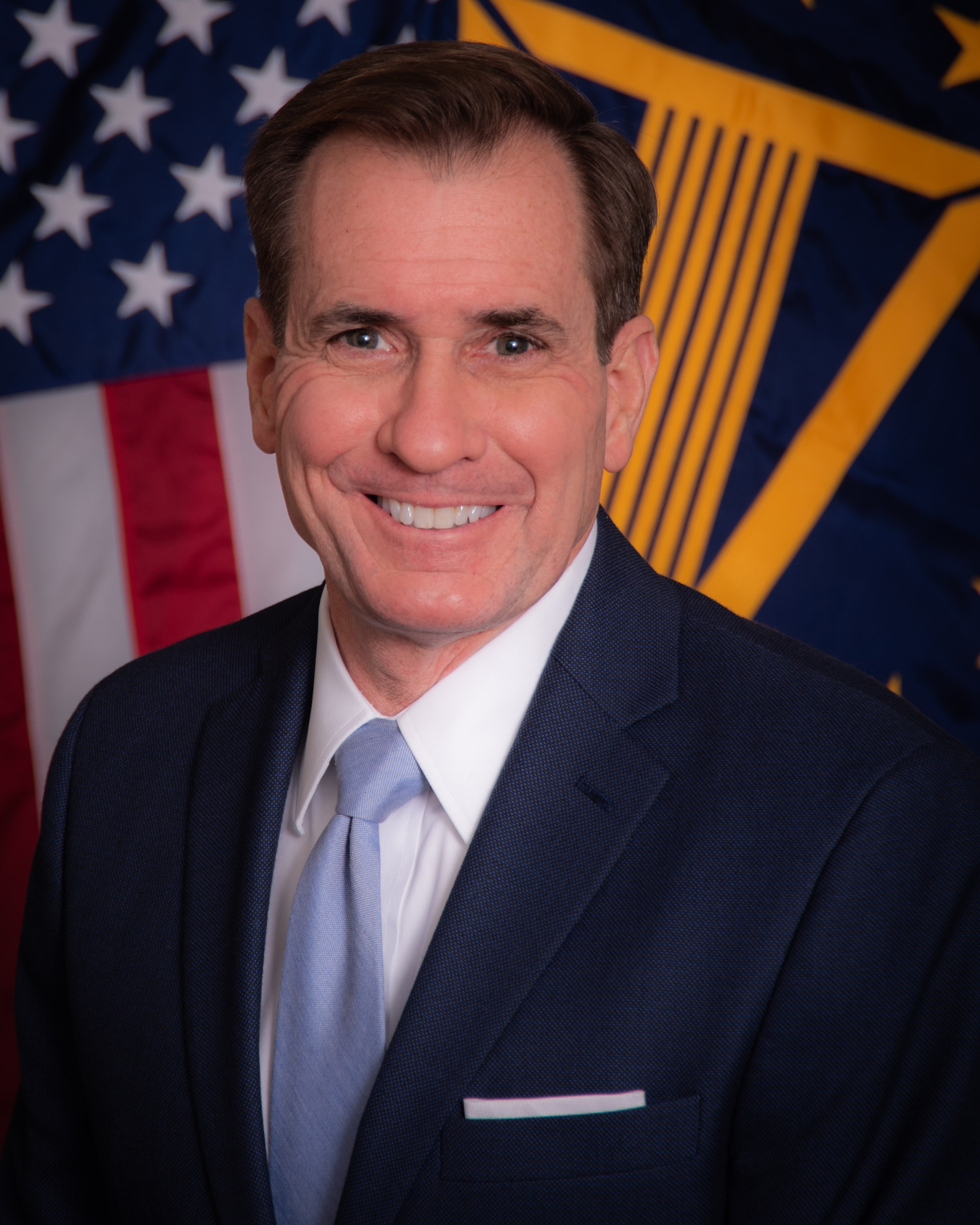
2021년 초상화

존 커비(John Kirby, 본명: 존 F. 커비, John F. Kirby, 1963년 6월 3일 ~ )는 퇴역한 미국 해군 소장으로 2022년부터 백악관 국가 안보 커뮤니케이션 고문으로 재직하고 있다. 이전에 조 바이든 행정부에서 국방부 대변인 및 국무장관 보좌관으로 근무했다. 2021년부터 2022년까지 공보국방장관을 역임했다. 2017년부터 2021년까지 CNN에서 군사 및 외교 분석가로 근무했다. 오바마 행정부에서 국방부 언론사로 근무했다. 2013년부터 2015년까지 장관을 역임했으며, 2015년부터 2017년까지 미국 국무부 대변인 및 국무부 공보차관을 역임했다.